# Meindl (firma)

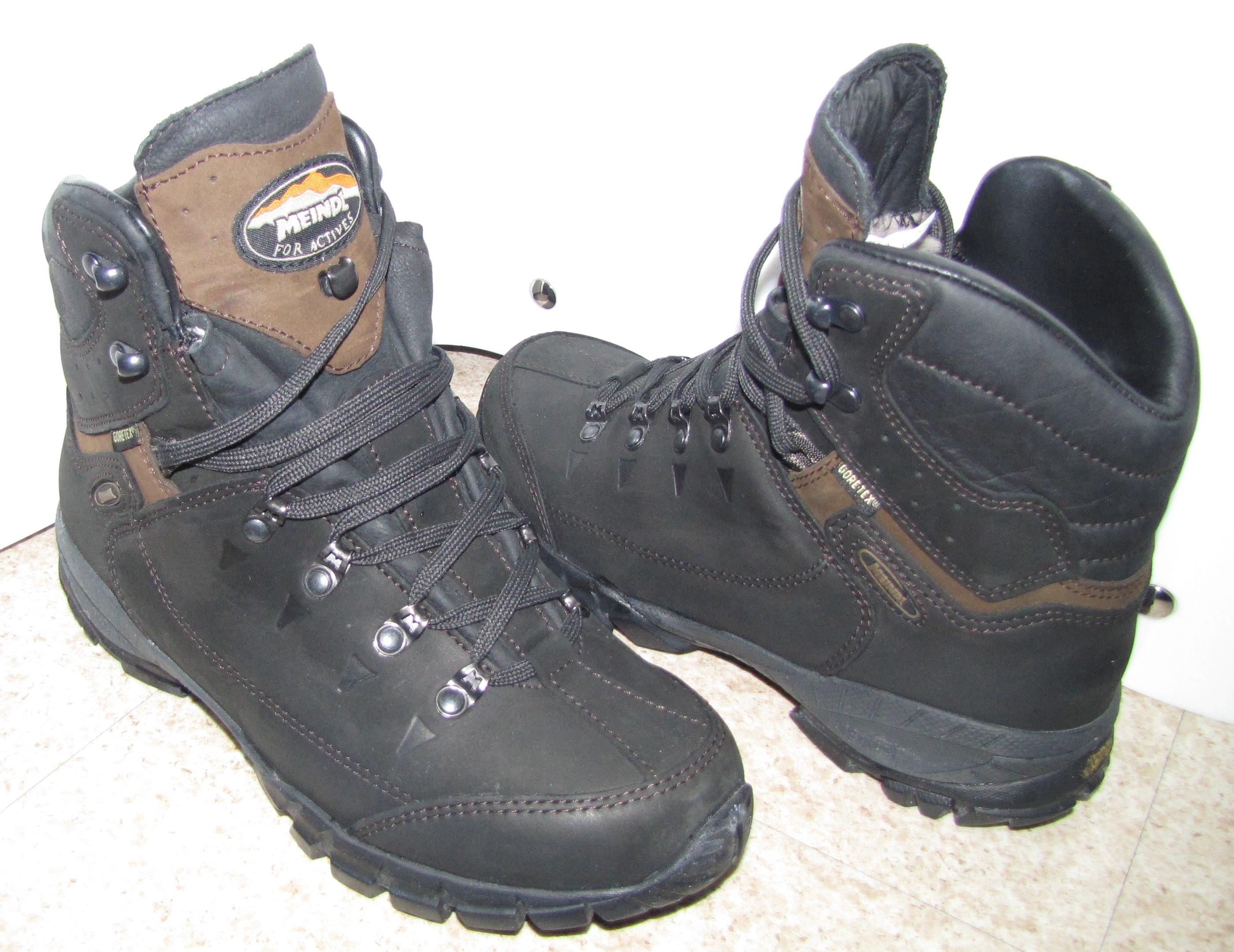
Dámské boty Meindl Gastein velikosti 40 (2011)

Lukas Meindl GmbH & Co.KG, obvykle známá pouze jako Meindl, je německá obuvnická firma se sídlem v Kirchanschöringu v Bavorsku, známý díky svým kvalitním produktům, včetně populárních trekových bot pro pěší turistiku a lezení v horách. Společnost byla založena v roce 1683 Petrusem Meindlem, a i dnes si uchovává ruční řemeslné zpracování bot. 
Meindl vyrábí obuv pro vojáky britské armády (včetně námořnictva) sloužící v Iráku a v Afghánistánu, a rovněž boty pro vojáky francouzské armády. Felix Baumgartner použil boty společnosti Meindl v roce 2012 při svém skoku z výšky 39 kilometrů.